# Krzysztof Kamiński (futbolista)
Krzysztof Kamiński (26 de noviembre de 1990) es un futbolista polaco que juega como guardameta en el Pogoń Szczecin de la Ekstraklasa.
Jugó para clubes como el KS Łomianki, Narew Ostrołęka, Pogoń Siedlce, Wisła Płock, Ruch Chorzów y Júbilo Iwata.

## Trayectoria

### Clubes
| Club                  | País    | Año       |
| --------------------- | ------- | --------- |
| KS Łomianki           | Polonia | 2008-2009 |
| Narew Ostrołęka       | Polonia | 2009      |
| Pogoń Siedlce         | Polonia | 2010      |
| Wisła Płock           | Polonia | 2010-2012 |
| Ruch Chorzów          | Polonia | 2012-2015 |
| Júbilo Iwata          | Japón   | 2015-2019 |
| Wisła Płock           | Polonia | 2020-2024 |
| Ruch Chorzów (cedido) | Polonia | 2023      |
| Pogoń Szczecin        | Polonia | 2024-     |